# Landstingsvalen i Sverige 1912
Landstingsvalen i Sverige 1912 genomfördes 1912. Vid detta val valdes halva landstingen i samtliga län för mandatperioden 1912-1916. Den andra halvan hade valts 1910 på ett fyraårigt mandat. Valet påverkade också på sikt första kammarens sammansättning.
I valet tillämpades varken allmän eller lika rösträtt. Istället baserades röstetalen på medborgarnas inkomst vilket, som av tabellen framgår, ofta gynnade den politiska högern.

## Valresultat
| Parti                | Parti                      | Antal röster     | Antal röster | Röstetal  | Röstetal | Röstetal | Mandatfördelning | Mandatfördelning | Mandatfördelning | Mandatfördelning |
| Parti                | Parti                      | Antal            | %            | Antal     | %        | +−       | Valda 1912       | Kvar- stående    | Totalt           | +−               |
| -------------------- | -------------------------- | ---------------- | ------------ | --------- | -------- | -------- | ---------------- | ---------------- | ---------------- | ---------------- |
|                      | Allmänna valmansförbundet  | 88 701           | 42,4         | 912 903   | 53,9     | +2,6     | 361              | 323              | 684              | +19              |
|                      | Frisinnade landsföreningen | 74 563           | 35,7         | 480 257   | 28,3     | -4,6     | 177              | 219              | 396              | -22              |
|                      | Socialdemokraterna         | 45 619           | 21,8         | 300 446   | 17,7     | +2,7     | 78               | 63               | 141              | +18              |
|                      | Övriga                     | 281              | 0,1          | 1 742     | 0,1      | —        | 0                | 0                | 0                | -11              |
| Antal giltiga röster | Antal giltiga röster       | 209 164          | 100,0        | 1 695 348 | 100,0    |          | 616              | 605              | 1 221            | +4               |
| Ogiltiga röster      | Ogiltiga röster            | 448              |              |           |          |          |                  |                  |                  |                  |
| Totalt               | Totalt                     | 209 612 (46,9 %) |              |           |          |          |                  |                  |                  |                  |